# Indarbela tetraonis
Indarbela tetraonis is een vlinder uit de familie van de Metarbelidae. De wetenschappelijke naam van de soort is voor het eerst gepubliceerd in 1879 door Frederic Moore.
De soort komt voor in India.